# Amikiri

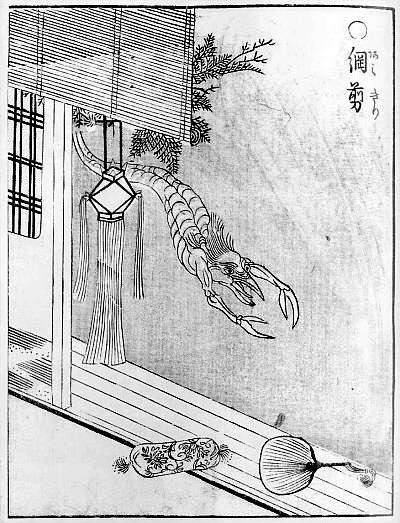
Ilustración del amikiri por Toriyama Sekien.

El amikiri es un yōkai de la mitología japonesa. Se lo halla en los cuerpos de agua, especialmente en aquellos frecuentados por los pescadores. Son rápidos nadadores y como su nombre lo indica "cortadores de redes". Cortan las redes de los pescadores con sus pinzas de langosta. Son generalmente criaturas pacíficas que no se inclinan por atacar a los humanos a pesar de su apariencia bizarra. La apariencia general de un amikiri son las pinzas de langosta, cola de serpiente y cabeza de pájaro.
Algunas investigaciones dicen que puede ser un animal pequeño y doméstico al igual que un perro o gato, pero otras dicen que es un ser del tamaño de un niño.
Su hábitat es exclusivamente en el agua y rara vez son vistos fuera de ella.
Algunos dicen que se pueden transformar en humanos por período efímero al estar sobre tierra.
Pueden ser buenos amigos de aquellos que respeten la naturaleza y las aguas que fluyen en su corazón. Llevan un mensaje especial en su existencia y sus acciones.

## Apariciones
- En el volumen I del primer libro de Toriyama Sekien.
- Gekka no Kenshi/Last Blade ( en todos los sistemas )